# Penghu 1
Penghu 1 è il fossile di una mandibola, appartenuta ad un  ominide del genere Homo proveniente da Taiwan, vissuta nel Pleistocene medio-superiore. La precisa classificazione della mandibola è controversa; alcuni sostengono che rappresenti una nuova specie, Homo tsaichangensis, mentre altri credono che sia il fossile di un Homo erectus, di un arcaico Homo sapiens o forse di un Homo di Denisova.

## Scoperta
La mandibola fu scoperta nel 2008 da pescatori che lavoravano nel Canale di Penghu tra le isole Penghu e Taiwan, e acquisito dal signor Kun-Yu Tsai di Tainan. Il fossile è stato trovato a 60-120 metri sotto la superficie dell'acqua e a circa 25 chilometri al largo della costa occidentale di Taiwan, in un'area che un tempo faceva parte della terraferma. Dopo che il signor Tsai ha donato il fossile al Museo Nazionale di Scienze Naturali di Taiwan, questo è stato descritto nel 2015 da un team internazionale di scienziati giapponesi, taiwanesi e australiani.